# Leander (Texas)
Leander es una ciudad ubicada en el condado de Williamson en el estado estadounidense de Texas. En el Censo de 2010 tenía una población de 26.521 habitantes y una densidad poblacional de 444,86 personas por km².

## Geografía
Leander se encuentra ubicada en las coordenadas 30°34′10″N 97°51′39″O / 30.56944, -97.86083. Según la Oficina del Censo de los Estados Unidos, Leander tiene una superficie total de 59.62 km², de la cual 59.18 km² corresponden a tierra firme y (0.73%) 0.43 km² es agua.

## Demografía
Según el censo de 2010, había 26.521 personas residiendo en Leander. La densidad de población era de 444,86 hab./km². De los 26.521 habitantes, Leander estaba compuesto por el 80.25% blancos, el 4.79% eran afroamericanos, el 0.69% eran amerindios, el 2.37% eran asiáticos, el 0.09% eran isleños del Pacífico, el 7.82% eran de otras razas y el 3.99% pertenecían a dos o más razas. Del total de la población el 24.51% eran hispanos o latinos de cualquier raza.